# Biserica „Sfântul Nicolae” din Bulboaca
Biserica „Sf. Nicolae” cu școala parohială este o biserică amplasată în Bulboaca, raionul Briceni, Republica Moldova. Este un monument arhitectural de importanță națională inclus în Registrul monumentelor Republicii Moldova ocrotite de stat cu nr. 46 (raionul Briceni). Datează din 1915.